# Bistum Nicopolis
Das im Norden Bulgariens gelegene immediate Bistum Nicopolis (lat.: Dioecesis Nicopolitanus) der römisch-katholischen Kirche wurde 1789 errichtet und hat eine Fläche von 43.241 km². Der Bischofssitz befindet sich in Russe. Der Name des Bistums verweist auf die Stadt Nikopol (Bulgarien).
In den 21 Pfarreien des Bistums leben etwa 30.000 Katholiken, was etwa 1 % der dort lebenden  Bevölkerung ausmacht. Seelsorglich betreut werden diese durch fünf Diözesan- und 11 Ordenspriester. Zugleich gibt es 13 Ordensbrüder und 20 Ordensschwestern (Stand 2016). 1968 gab es noch 113 Ordensschwestern, doch durchlief deren Anzahl 1987 mit elf einen Tiefpunkt und steigt langsam wieder an.

## Liste der Bischöfe
- Filip Stanislavov (1648–1663)
- Francisk Sojmirovič (1663–1673)
- Filip Stanislavov (1673–1674)
- Anton Stefanov (1677–1692)
- Sedisvakanz (1692–1720)
- Marko Andrassy (1720–1723)
- Baltazar Lieski (1724–?)
- Nikolaus Stanislavich (1728–1739)
- Antonio Benini (1745–1750)
- Nicola Pugliesi (1751–1767)
- Sebastiano Zanella (1768–1769)
- Pavel Duvanlija (1774–1804)
- Francesco Maria Ferreri CP (1805–1814)
- Fortunato Maria Ercolani CP (1815–1822) (zum Bischof von Civita Castellana, Orte e Gallese ernannt)
- Giuseppe Molajoni (1825–1847)
- Angelo Parsi (1848–1863)
- Antonio Giuseppe Pluym (1863–1870)
- Ignatius Paoli CP (1870–1883)
- Ippolito Agosto CP (1883–1893)
- Henri Doulcet CP (1895–1913) (Resignation)
- Leonardo Baumbach CP (1913–1915)
- Damian Johannes Theelen CP (1915–1946)
- Seliger Vincentius Eugenio Bossilkoff CP (26. Juli 1947–11. November 1952) (hingerichtet, am 15. März 1998 von Papst Johannes Paul II. seliggesprochen)
- Vasco Séirécov (22. Juli 1975–4. Januar 1977)
- Samuel Serafimow Djoundrine AA (14. Dezember 1978–28. Juni 1994) (Resignation)
- Petko Christow OFMConv (18. Oktober 1994–14. September 2020)
- Strachil Kawalenow (seit 20. Januar 2021)